# Tiefer Birnbaumstollen
Der tiefe Birnbaumstollen, im Birnbaumtal südwestlich von Silberhütte, ist der längste und tiefste Wasserlösestollen des Unterharzer Teich- und Grabensystems in der Montanregion Harz. Das Wasser wird über den Vorfluter Birnbaumgraben parallel zum Birnbaumbach in die Selke (die Mündung ist nahe der ehemaligen Zufahrt zur Rinkemühle) gelöst.

## Geschichte
Im „Birnbaumer Revier“, auf dem Straßberg-Neudorfer-Gangzug, wurden die bis dahin wichtigste Grube Elisabeth Albertine 1764 nach rund 20-jähriger Bergbautätigkeit eingestellt. Der Silberhütter Kunstgraben hatte zu diesem Zeitpunkt das Birnbaumer Revier noch nicht erreicht und die Wasserhaltung erwies sich als sehr schwierig. Der Schacht Albertine der Grube Elisabeth-Albertine war mit 272 m Teufe verhältnismäßig tief. Zudem war auch das Gelände derart ungünstig, dass das Kunstrad rund 1200 Meter entfernt aufgebaut werden musste. Danach konzentrierte man sich im anhaltischen Harz (Fürstentum Anhalt-Bernburg und Fürstentum Anhalt-Harzgerode) zunächst auf den Biwender Gangzug. Der bereits 1762 begonnene tiefe Birnbaumstollen erreichte zu diesem Zeitpunkt nur das Selke-Gebiet.
Ab Mitte des 18. Jahrhunderts wurde der Pfaffenberger Stollen, auf dem Straßberg-Neudorfer-Gangzug, erkundet. Die Grube Meiseberg und die benachbarte, später mit Meiseberg durchschlägige Grube Pfaffenberg erwiesen sich in den folgenden Jahrzehnten als besonders ergiebig, jedoch durch die für den Unterharz großen Teufen problematisch in der Wasserhaltung.
So begann 1792/93 der planmäßige Ausbau der Wasserhaltung in Neudorf. Der Silberhütter Kunstgraben konnte durch den Neudorfer Graben zum Neudorfer Gemeindeteich verlängert werden und führte nun zusätzliches Wasser aus der Lude und der Neue Graben aus dem Kalbsaugen-Teich heran. Dadurch wurde der Betrieb von Aufschlagröschen möglich und ab 1810 kam die Grube Meiseberg zur Ausbeute. Nach wie vor erwies sich die Wasserlösung in allen Neudorfer Gruben als schwierig, in vielen Gruben als unmöglich. Daher wurde der tiefe Birnbaumstollen vorangetrieben, wodurch ab 1814 die Birnbaumer Gruben auf dem Straßberg-Neudorfer-Gangzug wieder aufgenommen werden konnten. 1815 wurden der Stolln mit dem Kunst- und Treibeschacht im vorderen Birnbaum und 1827 mit dem Kunstschacht Glücksstern durchschlägig, wo er 78 Meter Teufe einbrachte.
In der Grube Meiseberg kämpften derweil die Bergleute weiterhin mit dem Wasser. Der Pfaffenburger Stollen in Tal der schmalen Wipper brachte nur 31 Meter Teufe auf der Grube Meiseberg ein und auch die Verlängerung erreicht nur 45 Meter Teufe. Auf der Grube Pfaffenberg stand das Erz bis 360 und im Meisenberg bis 220 m an. Die Künste waren nicht in der Lage, die anfallenden Wassermengen zu bewältigen. Daher wurde der tiefe Birnbaumstollen erneut verlängert.
1865 war dieser bis zum Meisebergschacht durchschlägig, wo die maximale Teufe von 90 Meter erreicht wurde. Der Durchschlag mit dem Pfaffenbergschacht wurde erst 1882 erreicht. Da der Berg hier fast durchquert war, lag nur noch eine Teufe von 60 Meter an. Die Wasserlösung erfolgte nun zweistufig. Während die oberen Strecken über den Pfaffenburger Stollen gelöst wurden, wurde das Wasser der unteren Strecken über den tiefen Birnbaumstollen gelöst.
Der heutige Zustand ist nicht bekannt. Der tiefe Birnbaumstollen führt jedoch noch immer Wässer der abgesoffenen Grubenbaue ab. Das aufkommende Wasser wurde bis mindestens Ende der 1970er-Jahre für die Ortswasserversorgung genutzt. Der heutige Verbau des Stollenmundlochs ist ein Anfang der 1960er-Jahre errichteter Zweckbau.

## Besonderheiten
Der tiefe Birnbaumstollen ist der tiefste und mit Abstand längste Wasserlösestollen des Unterharzes. Die weiteren Wasserlösungsstollen des Unterharzer Teich- und Grabensystems erreichen ansonsten nur maximal 2100 Meter Länge. Unter dem Meisenberg unterfährt der tiefe Birnbaumstollen auch die Wasserscheide von Selke und Wipper. Während der Pfaffenburger Stollen noch vor dem Silberhütter Kunstgraben endet und das Grundwasser des Wipper-Einzugsgebietes auch in die Wipper löst, löst der tiefe Birnbaumstollen das Wasser in die andere Richtung, ins deutlich tiefer gelegene Selketal. Dadurch ist die große Länge und hohe Teufe bedingt. Ohne diesen Stollen wäre der Bergbau in Neudorf weit früher zum Erliegen gekommen.